# Uvita Greda
Uvita Greda – szczyt w paśmie Durmitor, w Górach Dynarskich, położony w Czarnogórze. Leży na południowy wschód od Bobotov Kuk.